# Ріккардо Патрезе
Ріккардо Габріеле Патрезе (італ. Riccardo Gabriele Patrese, нар. 17 квітня 1954) — колишній італійський автогонщик, який брав участь в перегонах Формули-1 з 1977 по 1993 рік.
Він став першим гонщиком Формули-1, який здобув 200 стартів на Гран-прі Великої Британії 1990 року, а потім став першим, хто здобув 250 стартів на Гран-прі Німеччини 1993 року. Протягом 19 років він тримав рекорд за кількістю стартів Гран-прі Формули-1, стартувавши в 256 Гран-прі із 257 заявок. Станом на кінець сезону 2021 року він є дев’ятим найдосвідченішим пілотом Формули-1 в історії. У віці 38 років він посів друге місце після Найджела Менселла в чемпіонаті Формули-1 у 1992 році та третє місце в 1989 і 1991 роках. Він виграв шість гонок Формули-1 з рекордним розривом у понад шість років між двома з них – Гран-прі Південної Африки 1983 року та Гран-прі Сан-Марино 1990 року.
Патрезе також брав участь у Чемпіонаті світу зі спортивних автомобілів за заводську команду Lancia, посівши друге місце в 1982 році та здобувши вісім перемог загалом.

## Раннє життя та кар'єра
Патрезе народився в Падуї, Венето. В 9 років почав займатись картингом. Він ріс поблизу італійських Альп і був обраний до лижної національної збірної Італії, будучи підлітком, а також професійно займався плаванням. У 1974 році він виграв Чемпіонат світу з картингу на автодромі Ешторіл, випередивши напарника по команді, який посів друге місце, і майбутнього пілота Формули-1 Едді Чівера. Він отримав пропозицію взяти участь у Формулі-Italia наступного року, фінішувавши другим у чемпіонаті після іншого майбутнього гонщика Формули-1, Бруно Джакомеллі. У 1976 році він перейшов до Формули-3, вигравши італійський, і європейський чемпіонати Формули-3. Наступного року він перейшов у Формулу-2, перш ніж дебютувати у Формулі-1 посеред сезону.

## Кар'єра в Формулі-1

### Shadow та Arrows
Він дебютував на Гран-прі Монако 1977 року з гоночною командою Shadow, яку спонсорував італійський бізнесмен Франко Амброзіо, замінивши Ренцо Дзордзі. Пізніше того ж року він здобув своє перше очко на Гран-прі Японії. Пізніше того ж року лідер команди Джекі Олівер і спонсор Амброзіо залишили Shadow, щоб сформувати нову команду Arrows. Патрезе та товариш по команді Shadow Алан Джонс отримали пропозиції від команди Williams на 1978 рік. У той час як Джонс приєднався до Williams, Патрезе приєднався до Arrows разом із Рольфом Штоммеленом. Згодом Shadow подала на Arrows до суду, стверджуючи, що Arrows вкрали дизайн Shadow DN9 і що Arrows по суті використовували DN9 під іншою назвою. Суд погодився, змусивши Arrows спроєктувати та побудувати абсолютно новий автомобіль Arrows A1, який став першим болідом повністю розробленим Arrows.

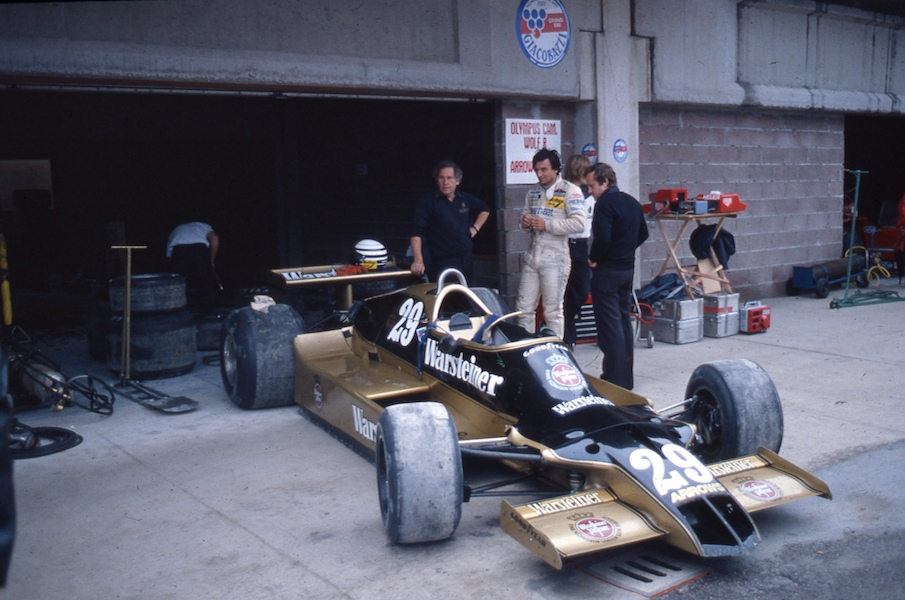
Патрезе за кермом Arrows A1 на Гран-прі Діно Феррарі 1979 року.

У 1978 році Патрезе ледь не виграв другу гонку за Arrows, Гран-прі Південної Африки, але він змушений зійти з дистанції за 15 кіл до кінця через несправність двигуна . Згодом він посів друге місце на Гран-прі Швеції позаду «боліда з вентилятором» Brabham BT46B Нікі Лауди, його єдиній появі до того, як його заборонили. Однак його стиль водіння був сприйнятий деякими досвідченими водіями, такими як Ронні Петерсоном і Джеймсом Гантом, як надмірно агресивний. Пізніше того ж року, на Гран-прі Італії, через агресивне пілотування Патрезе був звинувачений у великій аварії на першому колі. Частково однією з запропонованих причин був передчасний старт директором перегонів Монци, що призвело до того, що машини в задній частині пелетону наздогнали тих, що були попереду, які були повністю зупинені через зелений сигнал. З огляду на це, Патрезе, Петерсон та ще 8 гонщиків потрапили в завал з 10 автомобілів перед першим поворотом, що призвело до зупинки гонки. Петерсон, чиї травми внаслідок аварії самі по собі не становили загрози для життя, помер від емболії наступного дня після Гран-прі.
До наступної гонки, Гран-прі Сполучених Штатів, п'ять найкращих пілотів — Гант, Лауда, Маріо Андретті, Емерсон Фіттіпальді та Джоді Шектер — заявили, що вони відмовляться виступати, якщо Патрезе не буде усунуто від участі. Організатори перегонів погодилися з цим: хоча Патрезе пізніше заявив, що отримав постанову від місцевого судді в Воткінс-Глені про те, що заборона є порушенням його права на роботу, Arrows вирішили відкликати свою заявку через тиск з боку організаторів і FIA. Він повернувся до змагань на наступній гонці, Гран-прі Канади, де фінішував четвертим.
Протягом багатьох років після аварії, яка спричинила смерть Петерсона, Гант (разом з іншими пілотами) звинувачував Патрезе в аварії, а глядачі перегонів Формули-1, які коментував Гант з 1980 по 1993 рік на телеканалі BBC регулярно вислуховували гіркі вигадки про Патрезе коли він з'явився на екрані. Гант вважав, що саме агресивний обгін Патрезе змусив McLaren, яким керував Гант, і Lotus, яким керував Петерсон, зіткнутися, але Патрезе стверджував, що він уже був далеко попереду обох пілотів ще до аварії. Патрезе разом із директором перегонів Джанні Рестіллі постали перед італійським кримінальним судом за звинуваченням у ненавмисному вбивстві через смерть Петерсона. 28 жовтня 1981 року обидва були виправдані.
Двома найяскравішим виступами Патрезе під час його роботи в Arrows стали Гран-прі США-Захід в Лонг-Біч, де він фінішував другим у 1980 році та здобув поул у наступному році. В гонці 1981 року він також лідирував, але змушений був зійти з дистанції через заблокований паливний фільтр.

### Brabham
У 1982 році Патрезе перейшов до Brabham і здобув свою першу перемогу на Гран-прі Монако того року за досить сенсаційних обставин. Патрезе вийшов в лідери після того, як Ален Прост розбився, але на наступному колі втратив керування болідом на мокрій трасі. Він опинився на третій позиції позаду Дідьє Піроні та Андреа де Чезаріса, які обидва зупинилися на останньому колі – Піроні через несправність електрики, а в де Чезаріса закінчилось паливо. Пізніше в тому ж сезоні він також очолював Гран-прі Австрії, але зійшов через несправність двигуна. Патрезе закінчив сезон десятим, трохи випередивши свого товариша по команді Нельсона Піке. 1983 рік виявився складнішим. Патрезе розбився наприкінці гонки, лідируючи в Сан-Марино - під радісні вигуки тифозі, оскільки його помилка означала, що він передав перемогу в гонці гонщику Ferrari Патріку Тамбею. Він також здобув поул на домашній трасі на Гран-прі Італії, але його двигун вибухнув на ранніх етапах гонки. В інтерв’ю 2010 року він сказав, що підозрював, що його двигун залишили в кваліфікаційному режимі, що зробило його надзвичайно потужним, але ненадійним, оскільки йому не запропонували новий контракт на наступний рік, і він не хотів жертвувати своїми шансами виграти свій домашній Гран-прі заради товариша по команді Нельсона Піке, який боровся за чемпіонство. Попри другу перемогу на Гран-прі Південної Африки, Патрезе фінішував лише дев’ятим в чемпіонаті, а Піке завоював свій другий титул чемпіона . Мине сім років, перш ніж Патрезе знову підніметься на найвищу сходинку п’єдесталу.

### Alfa Romeo

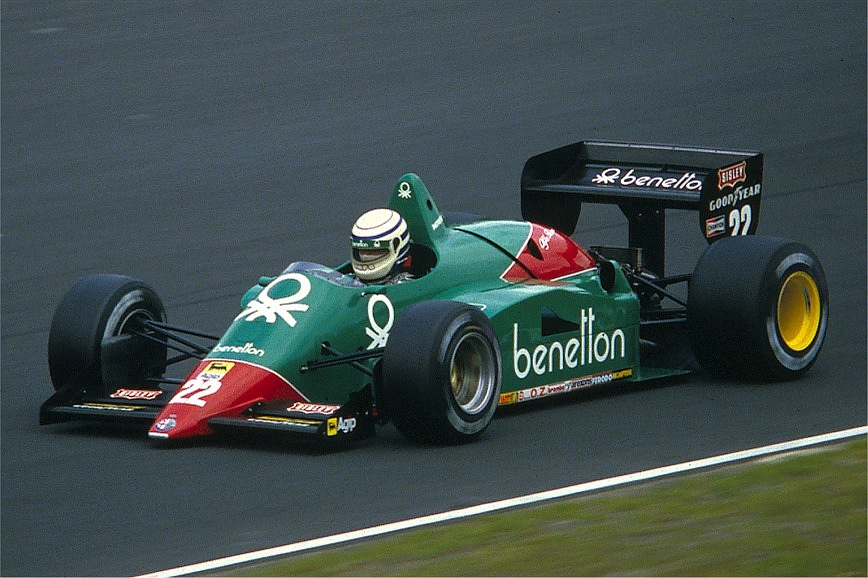
Патрезе за кермом Alfa Romeo на Гран-прі Німеччини 1985 року.

Перехід до Alfa Romeo у 1984 році приніс два похмурі сезони, що призвело до восьми очок чемпіонату світу та єдиного візиту на подіум на Гран-прі Італії 1984 року. Проблемою для Патрезе та його товариша по команді, американця Едді Чівера, стали болдіди команди з турбодвигунами Alfa Romeo 890T V8, які виявилися занадто спраглими для кількості палива, яке їм було дозволено перевозити (220 літрів). Часто обидва пілоти проводили достатньо хороші гонки, щоб потрапити в очки, але за два-три кола до фінішу в їх машинах закінчувалося пальне, через що вони втрачали очки. Третє місце Патрезе в Монці в 1984 році (останній на сьогоднішній день подіумі для Alfa Romeo у Формулі-1) відбулося за рахунок Чівера, який втратив шанс потрапити на подіум, коли в його машині закінчилося пальне за 6 кіл до фінішу.
Боліди Alfa Romeo виявились спражньою проблемою для гонщиків і в наступному сезоні. Alfa Romeo 184T 1984 року був швидким у кваліфікаціях, але через обмеження пального вони значно відставали від темпу лідерів в більшості гонок. Автомобіль 1985 року випуску 185T виявився ще провальнішим до такої міри, що в середині сезону команда замінила його оновленою версією 184T (отримала назву 184TB). Хоча оновлений автомобіль виявився швидшим, результатів не було. В інтерв’ю 2000 року Патрезе описав 185T як «найгіршу машину, на якій я коли-небудь їздив».
На Гран-прі Монако 1985 року колишній напарник Патрезе Нельсон Піке розпочав своє 14-е коло і намагався обійти на коло Патрезе, коли вони перетинали лінію старту/фінішу. Автомобілі зіткнулися, і болід Патрезе розвернуло, а Піке втратив підвіску. Потім болід Патрезе відскочив від стіни та повторно врізався в машину Піке. В підсумку обидва пілоти вибули з гонки.

### Повернення до Brabham
У 1986 році Патрезе повернувся до Brabham разом із іншим італійцем Еліо де Анджелісом, але на той момент команда вже не була серед лідерів Формули-1 і більше ніколи не підіймалась на найвищу сходинку подіуму в Гран-прі. Провів ще два сезони без перемог, попри те, що двигун команди BMW на той час вважався найпотужнішим серед пелетону. Попри те, що Патрезе доводилось виступи на неконкурентоспроможній техніці, він ніколи публічно не критикував команду та заслужив повагу у всьому спорті за свій професіоналізм.

### Williams

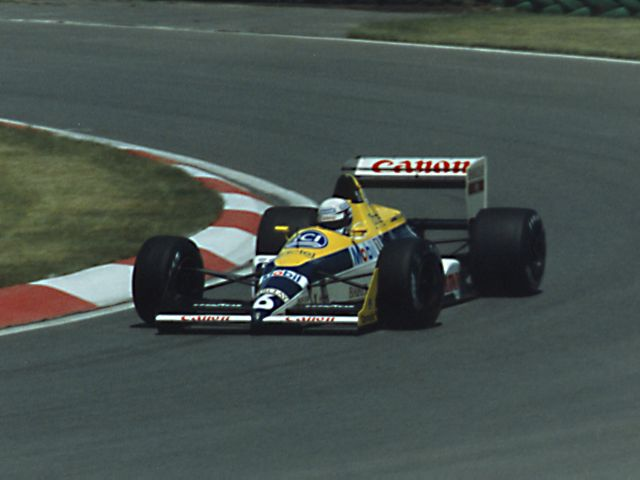
Патрезе за кермом Williams на Гран-прі Канади 1988 року.

Ближче до кінця сезону 1987 року Патрезе отримав шанс відновити кар'єру, яка, здавалося, добігала свого завершення, коли пілот Williams Найджел Менселл отримав травму під час кваліфікації на Гран-прі Японії. З допомогою власника команди Brabham і боса Формули-1 Берні Екклстоуна Патрезе провів тести Williams FW11B в Імолі, де він показав час, який був на півсекунди швидшим, ніж поул Айртона Сенни на тогорічному Гран-прі Сан-Марино, і був обраний на заміну Менселлу для фіналу сезону в Австралії.
Патрезе вже був підписаний керівництвом Williams на заміну Нельсону Піке на сезон 1988 року, оскільки триразовий чемпіон світу 1987 року перйшов в Lotus, щоб замінити Айртона Сенну, який підписав контракт з McLaren (Honda залишилася з Lotus на 1988 рік, а Williams втратили двигуни Honda команді McLaren). Болід Williams 1988 року виявився неконкурентоспроможним  через слабкі двигуни Judd V8 без турбонаддува. У першій половині сезону Патрезі та Менселлу також додавала проблем реактивна підвіска Williams FW12, яка не працювала належним чином. Лише на Гран-прі Великої Британії в Сільверстоуні Williams замінили реактивну підвіску на звичайнішу і FW12 стали показувати кращі результати.
На Гран-прі Іспанії 1988 року Патрезе був оштрафований на 10 000 доларів США за різке гальмування перед Tyrrell новачка Формули-1 Джуліана Бейлі під час кваліфікації, через що передні колеса Tyrrell 017 злетіли в повітря, коли Бейлі врізався в задню частину Williams.
Лише в 1989 році, після появи двигунів Renault V10, Патрезе та його новий напарник Тьєррі Бутсен отримали змогу боротися за перемоги в гонках. У своєму рекордному 176-му Гран-прі Патрезе очолив першу гонку року в Бразилії (вперше вийшов в лідери на Гран-прі з 1983 року), включно з встановленням нового рекорду кола на Міжнародному автодромі Нельсона Піке, але був змушений зупинитись через відмову двигуна. У сезоні, який виявився найкращим для нього з 1983 року, він посів вражаюче 3 місце в чемпіонаті, не здобувши жодної перемоги, але забезпечивши собі 6 подіумів, у тому числі 4 другі місця, а також завоював поул-позишн в Угорщині, гонці, в якій він впевнено лідирував під постійним тиском чинного чемпіона світу Айртона Сенни до 54 кола, але був змушений зійти через пробитий радіатор.

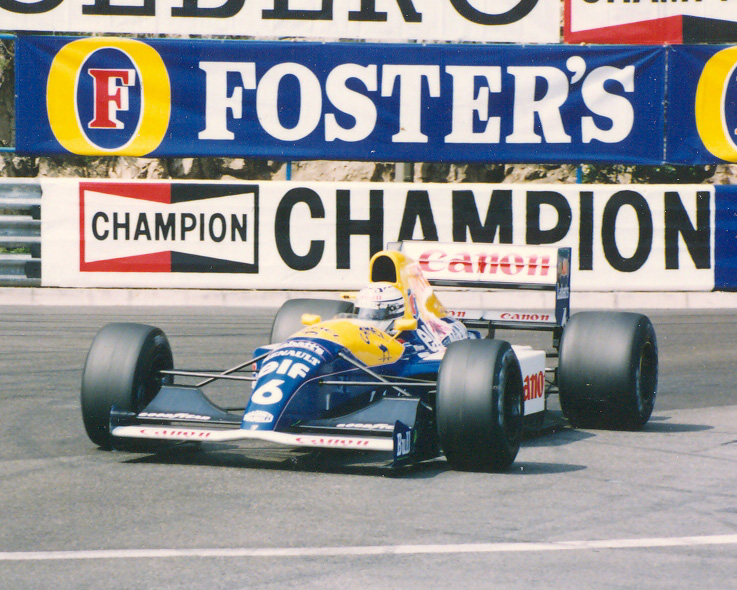
Патрезе за кермом Williams FW14B на Гран-прі Монако 1991.

У 1990 році Патрезе нарешті здобув свою третю перемогу на Гран-прі Сан-Марино 1990 року, хоча перевага двигунів Renault FW13B з, як багато хто вважав, двома пілотами «номер два» знизилася в другій половині року, оскільки McLaren, Ferrari і пізніше Benetton з їх двигунами Ford V8 взяли гору, і він закінчив чемпіонат 1990 року лише на сьомому місці.
У 1991 році Найджел Менселл повернувся до Williams після двох сезонів у Ferrari, і разом із Патрезе команда стала справжнім претендентом на чемпіонство як серед пілотів, так і серед конструкторів. Дві перемоги в Мексиці та Португалії дали Патрезе його найкращий сезон в Формулі-1 на той момент і поважне третє місце позаду претендентів на чемпіонство Менселла та Сенни. Крім того, він здобув чотири поул-позиції протягом сезону. Патрезе також випереджав Менселла в кожній кваліфікації аж до середини сезону в Сільверстоуні на Гран-прі Великої Британії та надавав велику підтримку англійцю в гонитві за титулом на таких гонках, як Італія та Португалія.
Williams домінував у Формулі-1 у 1992 році, а Патрезе продовжував виступати другим пілотом після Найджела Менселла, пропустивши Менселла вперед, під час комфортного лідирування на Гран-прі Франції того року. Патрезе знову розібрався з делікатною ситуацією щодо командних наказів дипломатично, неодноразово відповідаючи «Без коментарів» на запитання про командні накази, які були віддані йому під час періоду червоного прапора на трасі в Франції. Патрезе здобув одну перемогу на Гран-прі Японії та отримав вісім інших місць на подіумі, включаючи шість других місць. Після завершення кар'єри в Формулі-1 Патрезе заявив, що Менселл мав перевагу над ним того сезону через більшу міцність верхньої частини тіла Менселла, оскільки кермо боліда було дуже важким через високу притискну силу, яку він створював, у поєднанні з відсутністю гідропідсилювача керма, тоді як навички Патрезе в повільних поворотах анулювались системою контролю тяги автомобіля.
Оскільки Ален Прост, Айртон Сенна та Найджел Менселл відчайдушно боролись за підписання контракту з Williams, позиція Патрезе була під загрозою, і він підписав контракт з командою Benetton до кінця року. Його напарником у 1993 році став молодий німецький пілот Міхаель Шумахер. За іронією долі, тільки Прост зміг домовитися про умови з Williams на 1993 рік (Менселл продовжив змагання в американській серії Champ Car, тоді як у Проста був пункт у його контракті, підписаному на початку 1992 року, який забороняв Сенні бути його товаришем по команді). Це залишило б вільне місце для Патрезе, якби він залишився з командою. Попри те, що Williams запропонував Патрезе можливість залишитися в команді після того, як Менселл оголосив про завершення кар'єри у Формулі-1 на Гран-прі Італії, він відчував, що не може порушити своє слово перед Benetton. Друге місце в Williams дісталося тест-пілоту команди Деймону Гіллу, сину чемпіона світу 1962 і 1968 років Грема Гілла.

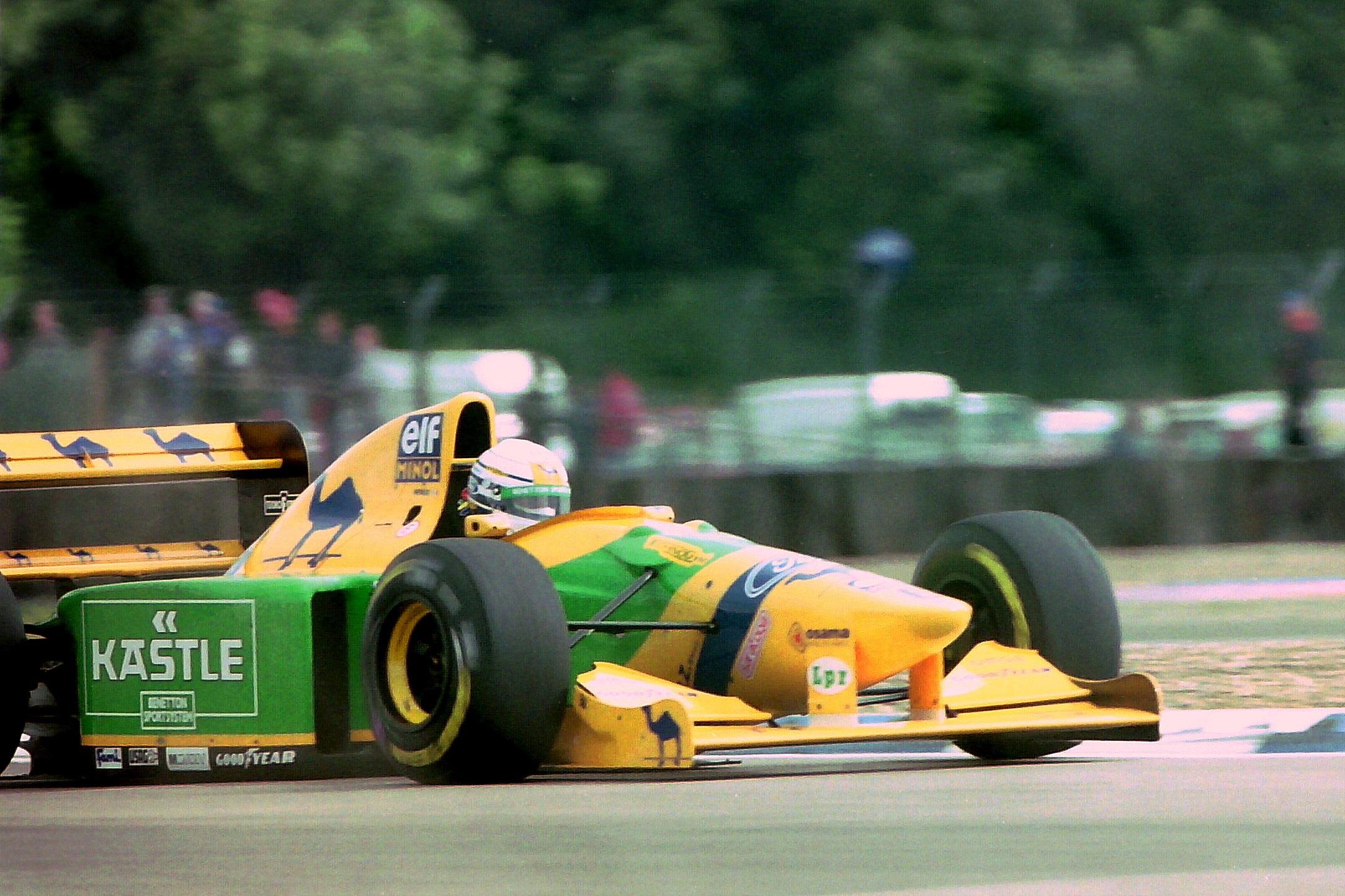
Патрезе за кермом Benetton B193B під час практики на Гран-прі Великої Британії 1993 року

### Benetton
У той час як Вільямс продовжував домінувати у Формулі-1 в 1993 році, Патрезе було важко порозумітися з менеджером команди Флавіо Бріаторе, відчуваючи, що команда зосереджена на його новому напарнику Міхаелю Шумахеру. Патрезе також описав Benetton B193 з Ford HBA8 V8 як на рівень нижче за якістю порівняно з набагато складнішими автомобілями Williams, які він пілотував протягом попередніх п’яти років. Набравши 56 очок і посівши 2-е місце в Чемпіонаті світу в 1992 році, Патрезе набрав 20 очок і фінішував 5-м у 1993 році з найкращим результатом 2-м в Угорщині, що стало його останнім сезоном у Формулі-1. Перед закінченням сезону Бріаторе повідомив Патрезе, що він «вільний шукати іншу машину». Ligier зробили Патрезе пропозицію на 1994 рік, але вважаючи це ще одним кроком назад у своїй кар'єрі, він відмовився.

### Завершення кар'єри
Оскільки більшість найкращих команд уже мали пілотів, які підписали контракти на 1994 рік, Патрезе вирішив зупинитись та завершити найдовшу кар’єру в історії Формули-1 на той момент. Патрезе запросили приєднатися до Williams у 1994 році, щоб зайняти місце Айртона Сенни після його смертельної аварії в Імолі, але зрештою він відмовився від повернення до Формули-1. Тести DTM з Mercedes-Benz у липні 1994 року також не завершився успіхом. У другій половині 1996 року, як подяку за роки служіння Williams, команда запросила Патрезе випробувати їхню нову машину, FW18, у Сільверстоуні, причому італієць, як повідомляється, встановив час, який поставив би його на другий ряд стартової решітки Гран-прі Великої Британії того року.
Після цього Патрезе взяв участь у 24 годинах Ле-Мана в 1997 році. Він виступив за кермом Nissan R390 GT1 заводської команди Nissan. Автомобіль став третім за швидкістю у кваліфікації, але був змушений достроково завершити гонку через проблеми з коробкою передач. Після завершення спортивної кар'єри він зайнявся конкуром, наслідуючи своїх дочок, які змагалися в цьому виді спорту на міжнародному рівні. Він виграв титул національного чемпіона Італії серед аматорів та завершив кар’єру в кінному спорті в 2014 році. Окрім змагань він також захоплюється колекціонуванням моделей залізниць, зокрема виготовлених компанією Märklin.
У 2005 році він повернувся до перегонів у першому сезоні Grand Prix Masters для пілотів Формули-1, які завершили кар'єру. Він фінішував третім після свого колишнього товариша по команді Найджела Менселла та Емерсона Фіттіпальді в єдиній гонці 2005 року на трасі К'яламі в Південній Африці. Його сезон 2006 року був менш успішним: він посів 10-е місце на трасі Лусаїл в Катарі та 6-е на Сільверстоуні в Великій Британії.
Рекорд Патрезе з 257 заявками на Гран-прі, встановлений у період, коли типовий сезон Формули-1 обмежувався 16 гонками, протримався 15 років, переживши епоху Шумахера, коли Міхаель Шумахер призупинив кар'єру після 250 заявок на Гран-прі. В решті решт Рубенс Баррікелло перевершив рекорд Патрезе, розпочавши своє 258-е Гран-прі в Туреччині 2008 року. У рамках «передачі рекорду» Патрезе провів тести Honda RA107 у Хересі 9 вересня (Баррікелло в той час виступав за команду Honda). Згодом Шумахер закінчив кар'єру і став другим пілотом, який перевершив колишній рекорд Патрезе.
У липні 2018 року було оголошено, що Патрезе повернеться до гонок, щоб взяти участь у 24-годинній гонці Спа того місяця, змагаючись у категорії Pro-Am на Honda NSX GT3 команди JAS Motorsport разом із Лоіком Депайє (сином колишнього пілота Формули-1 Патріка Депайє), Бертраном Багетом і Естебаном Гер'єрі. Екіпаж Патрезе фінішував на 7-му місці в класі та 32 місці загалом.

## Результати виступів

### Гоночна кар'єра
| Сезон | Серія                             | Команда                                    | Гонки | Перемоги | Поули | Н/к | Подіуми | Очки | Місце |
| ----- | --------------------------------- | ------------------------------------------ | ----- | -------- | ----- | --- | ------- | ---- | ----- |
| 1976  | Європейська Формула-3             | Trivellato Racing Team                     | 9     | 4        | 1     | 2   | 8       | 52   | 1     |
| 1976  | Італійська Формула-3              | Trivellato Racing Team                     | 8     | 3        | 2     | 0   | 6       | 42   | 1     |
| 1977  | Європейська Формула-2             | Trivellato Racing Team                     | 13    | 0        | 2     | 2   | 5       | 32   | 4     |
| 1977  | Формула-1                         | Shadow Racing Team                         | 9     | 0        | 0     | 0   | 0       | 1    | 20    |
| 1977  | Гран-прі Макао                    | Team Harper                                | 1     | 1        | 1     | Н/Д | 1       | Н/Д  | 1     |
| 1978  | Європейська Формула-2             | Chevron Cars                               | 1     | 0        | 0     | 0   | 0       | 0    | НКЛ   |
| 1978  | Формула-1                         | Arrows Racing Team                         | 14    | 0        | 0     | 0   | 1       | 11   | 12    |
| 1978  | Гран-прі Макао                    | Team Harper                                | 1     | 1        | 0     | Н/Д | 1       | Н/Д  | 1     |
| 1979  | Формула-1                         | Warsteiner Arrows Grand Prix International | 13    | 0        | 0     | 0   | 0       | 2    | 20    |
| 1979  | World Sportscar Championship      | ASA Corse                                  | 4     | 0        | 1     | 0   | 1       | 23   | НКЛ   |
| 1979  | Гран-прі Макао                    | March Racing                               | 1     | 0        | 1     | 0   | 1       | Н/Д  | 2     |
| 1980  | Формула-1                         | Warsteiner Arrows Grand Prix International | 14    | 0        | 0     | 0   | 1       | 7    | 9     |
| 1980  | World Sportscar Championship      | Lancia Corse                               | 7     | 3        | 0     | 0   | 5       | Н/Д  | НКЛ   |
| 1980  | BMW M1 Procar Championship        | BMW Motorsport                             | 1     | 0        | 0     | 0   | 0       | 2    | 27    |
| 1981  | Формула-1                         | Warsteiner Arrows Grand Prix International | 15    | 0        | 1     | 0   | 2       | 10   | 11    |
| 1981  | World Sportscar Championship      | Martini Racing                             | 6     | 1        | 0     | 0   | 1       | 32.5 | 72    |
| 1981  | 24 години Ле-Мана                 | Martini Racing                             | 1     | 0        | 0     | 0   | 0       | Н/Д  | Схід  |
| 1982  | Формула-1                         | Parmalat Racing Team                       | 15    | 1        | 0     | 2   | 3       | 21   | 10    |
| 1982  | World Sportscar Championship      | Martini Racing                             | 8     | 2        | 2     | 2   | 5       | 87   | 2     |
| 1982  | 24 години Ле-Мана                 | Martini Racing                             | 1     | 0        | 0     | 0   | 0       | Н/Д  | Схід  |
| 1983  | Формула-1                         | Fila Sport                                 | 15    | 1        | 1     | 1   | 2       | 13   | 9     |
| 1983  | World Sportscar Championship      | Martini Racing                             | 5     | 0        | 0     | 1   | 1       | 21   | 18    |
| 1984  | Формула-1                         | Benetton Team Alfa Romeo                   | 16    | 0        | 0     | 0   | 1       | 8    | 13    |
| 1984  | World Sportscar Championship      | Martini Racing                             | 5     | 1        | 2     | 2   | 1       | 20   | 28    |
| 1985  | Формула-1                         | Benetton Team Alfa Romeo                   | 16    | 0        | 0     | 0   | 0       | 0    | НКЛ   |
| 1985  | World Sportscar Championship      | Martini Racing                             | 6     | 1        | 5     | 1   | 3       | 34   | 14    |
| 1986  | Формула-1                         | Motor Racing Developments Ltd.             | 16    | 0        | 0     | 0   | 0       | 2    | 17    |
| 1987  | Формула-1                         | Motor Racing Developments Ltd.             | 15    | 0        | 0     | 0   | 1       | 6    | 13    |
| 1987  | Формула-1                         | Canon Williams Team                        | 1     | 0        | 0     | 0   | 0       | 6    | 13    |
| 1988  | Формула-1                         | Canon Williams Team                        | 16    | 0        | 0     | 0   | 0       | 8    | 11    |
| 1989  | Формула-1                         | Canon Williams Team                        | 16    | 0        | 1     | 1   | 6       | 40   | 3     |
| 1990  | Формула-1                         | Canon Williams Team                        | 16    | 1        | 0     | 4   | 1       | 23   | 7     |
| 1991  | Формула-1                         | Canon Williams Team                        | 16    | 2        | 4     | 2   | 8       | 53   | 3     |
| 1992  | Формула-1                         | Canon Williams Team                        | 16    | 1        | 1     | 3   | 9       | 56   | 2     |
| 1993  | Формула-1                         | Camel Benetton Ford                        | 16    | 0        | 0     | 0   | 2       | 20   | 5     |
| 1995  | Super Tourenwagen Cup             | Ford Mondeo Team Schübel                   | 11    | 0        | 0     | 0   | 0       | 5    | 35    |
| 1997  | 24 години Ле-Мана                 | Nissan Motorsport                          | 1     | 0        | 0     | 0   | 0       | Н/Д  | Схід  |
| 2018  | Blancpain GT Series Endurance Cup | Castrol Honda Racing                       | 1     | 0        | 0     | 0   | 0       | 0    | НКЛ   |

1. ↑  Між Патрезе та Алессандро Нанніні, організатори гонки не опублікували, хто саме з пілотів пройшов найшвидше коло.

### Формула-1
| Рік  | Команда                        | Шасі            | Двигун                   | 1        | 2        | 3        | 4        | 5        | 6        | 7        | 8        | 9        | 10       | 11       | 12       | 13       | 14       | 15       | 16       | 17    | Місце | Очки |
| ---- | ------------------------------ | --------------- | ------------------------ | -------- | -------- | -------- | -------- | -------- | -------- | -------- | -------- | -------- | -------- | -------- | -------- | -------- | -------- | -------- | -------- | ----- | ----- | ---- |
| 1977 | Shadow Racing Team             | Shadow DN8      | Ford Cosworth 3.0 V8     | АРГ      | БРА      | ПАР      | СШЗ      | ІСП      | МОН 9    | БЕЛ Схід | ШВЦ      | ФРА Схід | ВЕЛ Схід | НІМ 10†  | АВТ      | НІД 13†  | ІТА Схід | США      | КАН 10†  | ЯПО 6 | 20    | 1    |
| 1978 | Arrows Racing Team             | Arrows FA1      | Ford Cosworth 3.0 V8     | АРГ      | БРА 10   | ПАР Схід | СШЗ 6    | МОН 6    | БЕЛ Схід | ІСП Схід | ШВЦ 2    | ФРА 8    | ВЕЛ Схід | НІМ 9    |          |          |          |          |          |       | 12    | 11   |
| 1978 | Arrows Racing Team             | Arrows A1       | Ford Cosworth 3.0 V8     |          |          |          |          |          |          |          |          |          |          |          | АВТ Схід | НІД Схід | ІТА Схід | США      | КАН 4    |       | 12    | 11   |
| 1979 | Warsteiner Arrows Racing Team  | Arrows A1       | Ford Cosworth 3.0 V8     | АРГ НС   | БРА 9    | ПАР 11   | СШЗ Схід | ІСП 10   | БЕЛ 5    | МОН Схід |          |          |          |          |          |          | КАН Схід |          |          |       | 20    | 2    |
| 1979 | Warsteiner Arrows Racing Team  | Arrows A2       | Ford Cosworth 3.0 V8     |          |          |          |          |          |          |          | ФРА 14   | ВЕЛ Схід | НІМ Схід | АВТ Схід | НІД Схід | ІТА 13   |          | США Схід |          |       | 20    | 2    |
| 1980 | Warsteiner Arrows Racing Team  | Arrows A3       | Ford Cosworth 3.0 V8     | АРГ Схід | БРА 6    | ПАР Схід | СШЗ 2    | БЕЛ Схід | МОН 8    | ФРА 9    | ВЕЛ 9    | НІМ 9    | АВТ 14   | НІД Схід | ІТА Схід | КАН Схід | США Схід |          |          |       | 9     | 7    |
| 1981 | Warsteiner Arrows Racing Team  | Arrows A3       | Ford Cosworth 3.0 V8     | СШЗ Схід | БРА 3    | АРГ 7    | СМР 2    | БЕЛ Схід | МОН Схід | ІСП Схід | ФРА 14   | ВЕЛ 10†  | НІМ Схід | АВТ Схід | НІД Схід | ІТА Схід | КАН Схід | ЦЕЗ 11   |          |       | 11    | 10   |
| 1982 | Parmalat Racing Team           | Brabham BT50    | BMW M12 1.5 L4 t         | ПАР Схід |          |          |          | БЕЛ Схід |          |          |          | НІД 15   | ВЕЛ Схід | ФРА Схід | НІМ Схід | АВТ Схід | ШВЙ 5    | ІТА Схід | ЦЕЗ Схід |       | 10    | 21   |
| 1982 | Parmalat Racing Team           | Brabham BT49D   | Ford Cosworth 3.0 V8     |          | БРА Схід |          |          |          | МОН 1    | ДЕТ Схід | КАН 2    |          |          |          |          |          |          |          |          |       | 10    | 21   |
| 1982 | Parmalat Racing Team           | Brabham BT49C   | Ford Cosworth 3.0 V8     |          |          | СШЗ 3    | СМР      |          |          |          |          |          |          |          |          |          |          |          |          |       | 10    | 21   |
| 1983 | Fila Sport                     | Brabham BT52    | BMW M12 1.5 L4 t         | БРА Схід | СШЗ 10†  | ФРА Схід | СМР Схід | МОН Схід | БЕЛ Схід | ДЕТ Схід | КАН Схід |          |          |          |          |          |          |          |          |       | 9     | 13   |
| 1983 | Fila Sport                     | Brabham BT52B   | BMW M12 1.5 L4 t         |          |          |          |          |          |          |          |          | ВЕЛ Схід | НІМ 3    | АВТ Схід | НІД 9    | ІТА Схід | ЄВР 7    | ПАР 1    |          |       | 9     | 13   |
| 1984 | Benetton Team Alfa Romeo       | Alfa Romeo 184T | Alfa Romeo 890T 1.5 V8 t | БРА Схід | ПАР 4    | БЕЛ Схід | СМР Схід | ФРА Схід | МОН Схід | КАН Схід | ДЕТ Схід | ДАЛ Схід | ВЕЛ 12   | НІМ Схід | АВТ 10†  | НІД Схід | ІТА 3    | ЄВР 6    | ПОР 8    |       | 13    | 8    |
| 1985 | Benetton Team Alfa Romeo       | Alfa Romeo 185T | Alfa Romeo 890T 1.5 V8 t | БРА Схід | ПОР Схід | СМР Схід | МОН Схід | КАН 10   | ДЕТ Схід | ФРА 11   | ВЕЛ 9    |          |          |          |          |          |          |          |          |       | —     | 0    |
| 1985 | Benetton Team Alfa Romeo       | Alfa Romeo 184T | Alfa Romeo 890T 1.5 V8 t |          |          |          |          |          |          |          |          | НІМ Схід | АВТ Схід | НІД Схід | ІТА Схід | БЕЛ Схід | ЄВР 9    | ПАР Схід | АВС Схід |       | —     | 0    |
| 1986 | Motor Racing Developments Ltd. | Brabham BT55    | BMW M12 1.5 L4 t         | БРА Схід | ІСП Схід | СМР 6†   | МОН Схід | БЕЛ 8    | КАН Схід | ДЕТ 6    | ФРА Схід |          | НІМ Схід | УГО Схід | АВТ Схід | ІТА Схід | ПОР Схід | МЕК 13†  | АВС Схід |       | 17    | 2    |
| 1986 | Motor Racing Developments Ltd. | Brabham BT54    | BMW M12 1.5 L4 t         |          |          |          |          |          |          |          |          | ВЕЛ Схід |          |          |          |          |          |          |          |       | 17    | 2    |
| 1987 | Motor Racing Developments Ltd. | Brabham BT56    | BMW M12 1.5 L4 t         | БРА Схід | СМР 9    | БЕЛ Схід | МОН Схід | ДЕТ 9    | ФРА Схід | ВЕЛ Схід | НІМ Схід | УГО 5    | АВТ Схід | ІТА Схід | ПОР Схід | ІСП 13   | МЕК 3    | ЯПО 11   |          |       | 13    | 6    |
| 1987 | Canon Williams Team            | Williams FW11B  | Honda RA167E 1.5 V6 t    |          |          |          |          |          |          |          |          |          |          |          |          |          |          |          | АВС 9†   |       | 13    | 6    |
| 1988 | Canon Williams Team            | Williams FW12   | Judd CV 3.5 V8           | БРА Схід | СМР 13   | МОН 6    | МЕК Схід | КАН Схід | ДЕТ Схід | ФРА Схід | ВЕЛ 8    | НІМ Схід | УГО 6    | БЕЛ Схід | ІТА 7    | ПОР Схід | ІСП 5    | ЯПО 6    | АВС 4    |       | 11    | 8    |
| 1989 | Canon Williams Team            | Williams FW12C  | Renault RS1 3.5 V10      | БРА Схід | СМР Схід | МОН 15   | МЕК 2    | США 2    | КАН 2    | ФРА 3    | ВЕЛ Схід | НІМ 4    | УГО Схід | БЕЛ Схід | ІТА 4    |          | ІСП 5    |          |          |       | 3     | 40   |
| 1989 | Canon Williams Team            | Williams FW13   | Renault RS1 3.5 V10      |          |          |          |          |          |          |          |          |          |          |          |          | ПОР Схід |          | ЯПО 2    | АВС 3    |       | 3     | 40   |
| 1990 | Canon Williams Renault         | Williams FW13B  | Renault RS2 3.5 V10      | США 9    | БРА 13†  | СМР 1    | МОН Схід | КАН Схід | МЕК 9    | ФРА 6    | ВЕЛ Схід | НІМ 5    | УГО 4    | БЕЛ Схід | ІТА 5    | ПОР 7    | ІСП 5    | ЯПО 4    | АВС 6    |       | 7     | 23   |
| 1991 | Canon Williams Team            | Williams FW14   | Renault RS3 3.5 V10      | США Схід | БРА 2    | СМР Схід | МОН Схід | КАН 3    | МЕК 1    | ФРА 5    | ВЕЛ Схід | НІМ 2    | УГО 3    | БЕЛ 5    | ІТА Схід | ПОР 1    | ІСП 3    | ЯПО 3    | АВС 5    |       | 3     | 53   |
| 1992 | Canon Williams Team            | Williams FW14B  | Renault RS3C 3.5 V10     | ПАР 2    | МЕК 2    | БРА 2    | ІСП Схід | СМР 2    | МОН 3    | КАН Схід | ФРА 2    | ВЕЛ 2    | НІМ 8†   |          |          |          |          |          |          |       | 2     | 56   |
| 1992 | Canon Williams Team            | Williams FW14B  | Renault RS4 3.5 V10      |          |          |          |          |          |          |          |          |          |          | УГО Схід | БЕЛ 3    | ІТА 5    | ПОР Схід | ЯПО 1    | АВС Схід |       | 2     | 56   |
| 1993 | Camel Benetton Ford            | Benetton B193   | Ford HBA7 3.5 V8         | ПАР Схід | БРА Схід |          |          |          |          |          |          |          |          |          |          |          |          |          |          |       | 5     | 20   |
| 1993 | Camel Benetton Ford            | Benetton B193B  | Ford HBA8 3.5 V8         |          |          | ЄВР 5    | СМР Схід | ІСП 4    | МОН Схід | КАН Схід | ФРА 10   | ВЕЛ 3    | НІМ 5    | УГО 2    | БЕЛ 6    | ІТА 5    | ПОР 16†  | ЯПО Схід | АВС 8†   |       | 5     | 20   |

† Не фінішував на гран-прі, але був класифікований, оскільки подолав понад 90% дистанції.

### 24 години Ле-Мана
| Рік  | Команда               | Напарники                      | Автомобіль              | Клас | Кола | Поз. | Клас поз. |
| ---- | --------------------- | ------------------------------ | ----------------------- | ---- | ---- | ---- | --------- |
| 1981 | Martini Racing        | П'єркарло Ґіндзані Ганс Геєр   | Lancia Beta Monte Carlo | Гр.5 | 186  | Схід | Схід      |
| 1982 | Martini Racing        | П'єркарло Ґіндзані Ганс Геєр   | Lancia LC1              | Гр.6 | 152  | Схід | Схід      |
| 1997 | Nissan Motorsport TWR | Ерік ван де Пуле Аґурі Судзукі | Nissan R390 GT1         | GT1  | 121  | Схід | Схід      |